# 塼仏

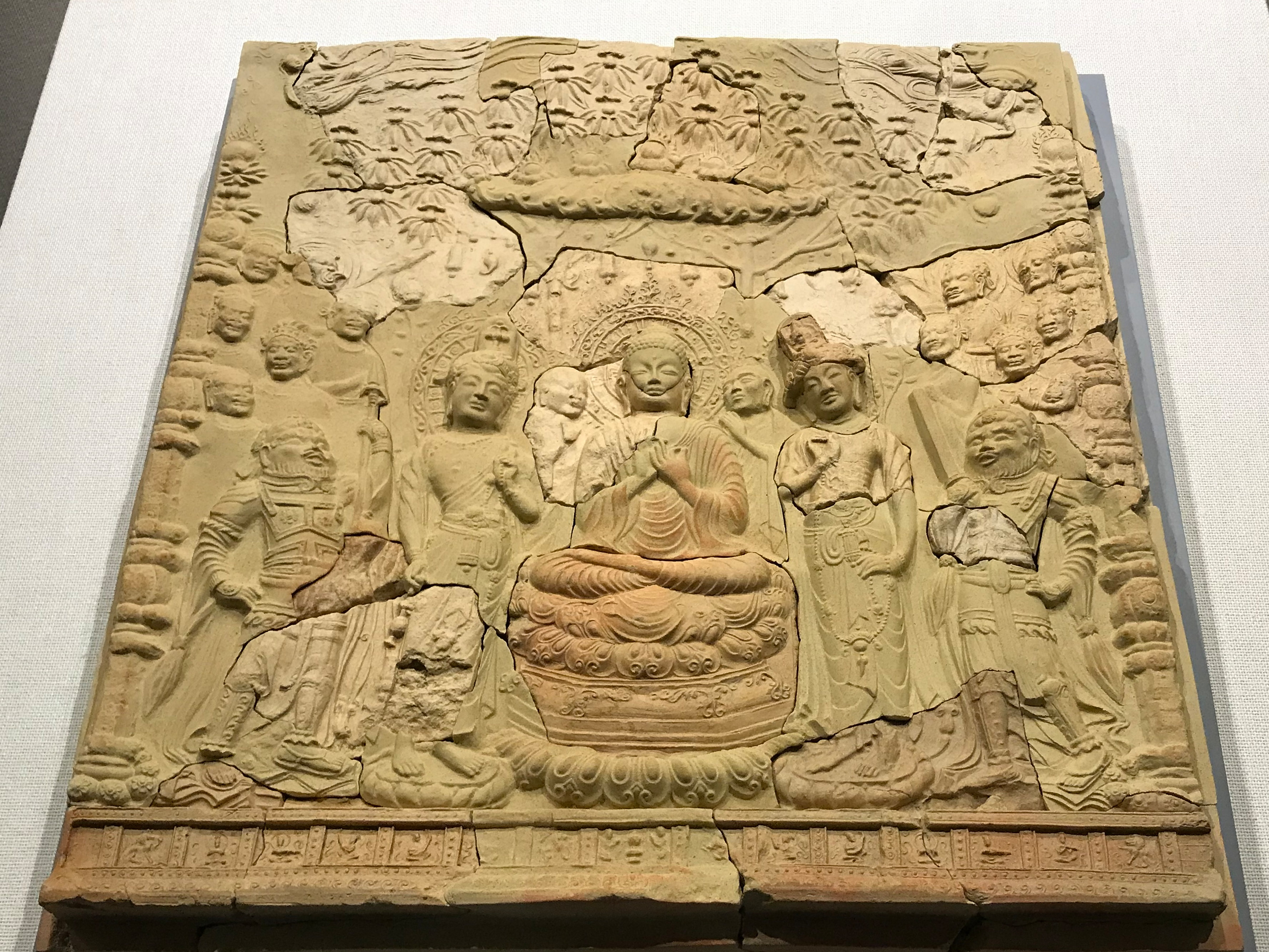
大型多尊塼仏（御所市二光寺廃寺出土・7世紀）

塼仏（せんぶつ）とは、粘土を凹型につめて成形し、脱型後に焼成して金泥や箔で装飾した浮彫タイル状の仏像のこと。磚仏の字が使われることがあるほか、中国では瓦像ともいう。中国では6世紀中頃から製作され、唐代にその最盛期を迎えた。日本には7世紀中頃に伝播して飛鳥時代後期を中心に制作され、大和国を中心に東北から九州に至るまで広く分布している。また、わずかながら江戸時代まで製作された。

## 概要
| 左：橘寺出土方形三尊塼仏。右：中国西安府出土火頭形三尊塼仏。  |  | 左：橘寺出土方形三尊塼仏。右：中国西安府出土火頭形三尊塼仏。 |
| 左：橘寺出土方形三尊塼仏。 右：中国西安府出土火頭形三尊塼仏。 |  |                                                              |

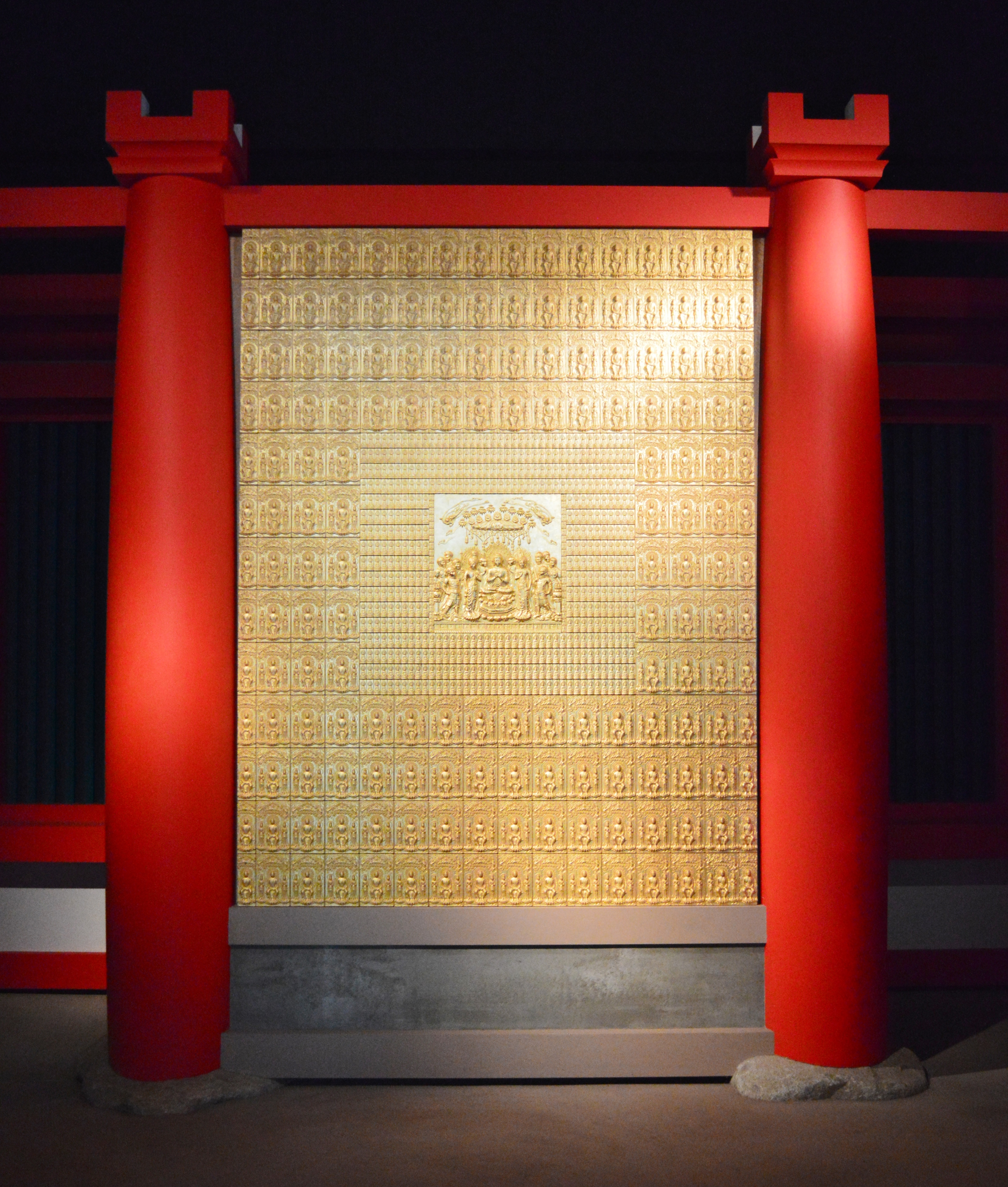
夏見廃寺の塼仏壁の復元

大村西崖によると、中国での塼仏で最も古いものは大魏興和5年（543年）銘の観音像である。この像は舟形の光背を持つ独尊像で、銘文から個人的な功徳の為に製作されたものと考えられ、大量生産されたものとは考えにくい。
唐代に至ると、大量に生産されたと考えられる遺構が現れる。永徽年間の紀年銘をもつ塼仏は、その文章によれば「僧法津が68万4千体の仏像を造り大唐千仏寺を建立した」際の塼仏で、大唐千仏寺の堂内の内壁に大量の塼仏を貼り付けて荘厳したと推測される。このように、堂塔の内部を荘厳する塼仏が、日本に伝播したと考えられる。
日本に伝播した時期は不明だが、建立年代が推定される古代寺院での出土品では橘寺が最も早い遺構とされる。橘寺の塼仏は金堂跡付近から2種類出土している。そのうちの方形塼仏は、両手を腹の位置で組む倚像（椅子に座って両脚を下す姿）の如来を中尊に、合掌する菩薩立像を両脇侍に配した三尊像だが、酷似した図像をもつ火頭形塼仏が中国唐代の寺院から出土しており、天智期には唐の仏教美術の影響があった可能性が指摘されている。
天武期に完成したと考えられる山田寺では、金堂跡付近から6種の塼仏が出土しているが、大型の塼仏を中心に据えてその周囲に十二尊像や如来立像が配されて、壁面を飾っていたと考えられる。さらに進んだ様式を見せる遺構としては、夏見廃寺や南法華寺の出土品があり、文献資料から前者は持統期、後者は文武期の製作と考えられる。
以上のように塼仏の遺構例をみると、同時代の官立寺院であった大官大寺や本薬師寺での出土例はなく、中央の皇族あるいは有力豪族の氏寺級寺院で出土する傾向が見られる。これを踏まえて上で久野健は、「官立寺院では堂内装飾に繡仏を用い、次点として用いられたのが銅板押出仏による千仏像で、押出仏を簡便にしたものが塼仏であったのではないか」と推測している。
なお畿内の寺院では、奈良時代には塼仏を用いなくなるが、地方の寺院では中央よりやや遅れて製作された可能性も有る。